# Marc Bürki
Marc Bürki (* 1961) ist ein Schweizer Bankmanager. Er ist einer der Gründer und seit 1999 CEO der Bank Swissquote.

## Ausbildung
Bürki studierte von 1982 bis 1987 an der EPF Lausanne Elektrotechnik und arbeitete anschliessend als Telekom-Spezialist für die Europäische Raumfahrtbehörde.

## Karriere
1996 gründete er mit seinem Geschäftspartner Paolo Buzzi die auf das Onlinegeschäft spezialisierte Bank Swissquote, mit der er schliesslich 2000 an die Börse ging. 2001 bekam das Unternehmen eine Banklizenz.

## Weitere Mandate
Bürki sitzt seit 2016 im ETH-Rat. Weiter sitzt Bürki im Vorstand der Entwicklungsorganisation «Fontana Foundation».